# Pitàgores
|  | Per a altres significats, vegeu «Pitàgores (desambiguació)». |

Pitàgores (grec antic: Πυθαγόρας ὁ Σάμιος)  (Samos, 586 aC ↔ 569 aC - Metapont, dècada del 490 aC) o Pitàgoras (grec antic: Πυθαγόρας, Pithagoras; final del segle vi aC va ser un filòsof i matemàtic grec.
Els seus ensenyaments polítics i religiosos eren ben coneguts a la Magna Grècia i van influir en les filosofies de Plató, Aristòtil i, a través d'elles, la filosofia occidental. El coneixement de la seva vida està entelat per la llegenda, però sembla que era fill de Mnèsarc, un gravador de joies a l'illa de Samos. Els erudits moderns discrepen de l'educació i les influències de Pitàgoras, però sí que coincideixen a dir que, cap al 530 aC, va viatjar a Crotona, al sud d'Itàlia, on va fundar una escola en la qual els iniciats juraven guardar el secret i vivien un estil de vida comunitari i ascètic. Aquest estil de vida comportava una sèrie de prohibicions dietètiques, que tradicionalment es deia que incloïen el vegetarianisme, tot i que els estudiosos moderns dubten que mai defensés el vegetarianisme complet.
L'ensenyament més segur identificat amb Pitàgoras és la metempsicosi, o «transmigració de les ànimes», que sosté que tota ànima és immortal i, en morir, entra en un nou cos. Potser també va idear la doctrina de la musica universalis, que sosté que els planetes es mouen segons equacions matemàtiques i, per tant, ressonen per produir una simfonia inaudible de la música. Els estudiosos debaten si Pitàgoras va desenvolupar els ensenyaments numerològics i musicals que se li atribueixen, o si aquests ensenyaments van ser desenvolupats pels seus seguidors, particularment Filolau de Crotona. Després de la decisiva victòria de Crotona sobre Síbaris cap al 510 aC, els seguidors de Pitàgoras van entrar en conflicte amb els partidaris de la democràcia i es van cremar les cases de reunions pitagòriques. Pitàgoras podia haver estat assassinat durant aquesta persecució o haver escapat a Metapont, on finalment va morir.
A l'antiguitat, a Pitàgoras se li atribuïen molts descobriments matemàtics i científics, inclosos el teorema de Pitàgoras, l'afinació de Pitàgoras, els cinc sòlids regulars, la Teoria de les Proporcions, l'esfericitat de la Terra i la identitat de les estrelles del matí i del vespre, com el planeta Venus. Es va dir que va ser el primer home a dir-se filòsof (‘amant de la saviesa’) i que va ser el primer a dividir el globus en cinc zones climàtiques. Els historiadors clàssics debaten si Pitàgoras va fer aquests descobriments i molts dels èxits que se li van atribuir probablement es van originar abans o els van fer els seus col·legues o successors. Alguns relats esmenten que la filosofia associada a Pitàgoras estava relacionada amb les matemàtiques i que els nombres eren importants, però es discuteix fins a quin punt, si és que realment, va contribuir a les matemàtiques o a la filosofia natural.
Pitàgoras va influir en Plató, els diàlegs del qual, especialment el seu Timeu, exhibeixen ensenyaments pitagòrics. Les idees pitagòriques sobre la perfecció matemàtica també van impactar l'art grec antic. Els seus ensenyaments van experimentar un important revifament al segle i aC entre els mig-platonistes, coincidint amb l'auge del neopitagorisme. Pitàgoras va continuar sent considerat un gran filòsof durant tota l'Edat Mitjana i la seva filosofia va tenir un gran impacte en científics com Copèrnic, Johannes Kepler i Isaac Newton. El simbolisme pitagòric es va utilitzar durant tot l'esoterisme modern europeu i els seus ensenyaments, tal com es mostra a Les Metamorfosis d'Ovidi, van influir en el moviment vegetarià modern.

## Vida
De jove, va ser molt probablement, deixeble de Tales de Milet i posteriorment va viatjar a Egipte, on va estar durant més de vint anys i després a Babilònia, on restà altres dotze anys. En tots dos països va estudiar astronomia, geometria, aritmètica i música, es va interessar per les religions i es va relacionar amb els seus mags i sacerdots. A la tornada de Babilònia va viatjar per Grècia i va visitar tots els santuaris i es va fer seguidor de la doctrina òrfica de la transmutació de les ànimes.
Finalment, després de tot aquest periple, es va establir a Crotona (a la Magna Grècia), al sud d'Itàlia, on va fundar la seva segona escola, una comunitat filosòfic-religiosa amb bases matemàtiques i filosòfiques.

## Escola pitagòrica
Les doctrines d'aquest centre cultural que fundà eren regides per regles molt estrictes de conducta. Fins a sis-cents deixebles van formar part d'aquesta comunitat després de passar un rigorós procés de selecció. Els qui acabaven d'arribar, havien de passar anys a la categoria d'oients (akousmatikoi) fins a poder passar a la categoria de parlants (matematikoi).
La seva escola estava oberta a homes i dones indistintament, i la conducta discriminatòria estava prohibida. Els seus estudiants pertanyien a totes les ètnies, religions i estrats econòmics i socials. L'orde fundat era de tipus comunal i secret. Els coneixements i les propietats eren mantingudes en règim de comunitat i no es podia atribuir un descobriment a cap membre concret de l'escola. S'han perdut documents de la seva època i, entre aquests, biografies seves (una d'aquestes feta per Aristòtil).
Políticament, l'escola pitagòrica era conservadora i tots seguien un codi de conducta molt estricte. Eren vegetarians perquè creien en la transmigració de les ànimes i, per tant, no calia sacrificar cap animal perquè podia ser la nova morada d'un amic mort. Els pitagòrics confiaven molt en la prossecució dels estudis filosòfics i matemàtics com a base moral per a la direcció de la vida.
La seva escola de pensament afirmava que l'estructura de l'Univers era aritmètica i geomètrica; a partir d'això, les matemàtiques es van convertir en una disciplina fonamental per a tota investigació científica. De fet, el lema de l'escola pitagòrica era el de «tot és nombre». Pitàgoras impartia dos tipus diferents d'ensenyança: l'una per als membres de l'escola i l'altra per la resta de comunitat ciutadana. És de suposar que les contribucions a la matemàtica les feia al primer tipus. El vertader nou èmfasi en la matemàtica grega va ser a causa dels pitagòrics; amb ells, la matemàtica es relacionà més estretament amb l'amor per la saviesa que amb les exigències de la vida pràctica, i des d'aleshores roman viva fins hui aquesta tendència. Mai abans ni després ha tingut la matemàtica un paper tan important en la vida i en la religió com entre els pitagòrics.
La purificació de l'ànima dels pitagòrics s'aconseguia, d'una banda, amb un estricte règim físic i, d'altra banda, amb ritus que recorden els dels adoradors d'Orfeu i de Dionís, però les harmonies i misteris de la filosofia i de la matemàtica també eren parts essencials d'aquest ritual.
Pitàgoras passa per ser l'introductor de pesos i mesures, descobridor de la teoria musical, inventor de la geometria i l'aritmètica teòrica; el primer a sostenir la forma esfèrica de la Terra, a parlar de «teoria» i de «filòsofs», a postular el buit, a canalitzar el fervor religiós pel fervor intel·lectual, a usar el raonament i la definició, a considerar que l'univers era una obra només desxifrable per mitjans matemàtics.
A Pitàgoras de Samos i a Tales de Milet, se'ls atribueix el començament de la sistematització de la matemàtica, iniciant els estudis de caràcter teòric, és a dir, les demostracions basades en lemes i axiomes.

## Pensament

### El pentàgon pitagòric

Pentàgon pitagòric.

El pentàgon pitagòric és l'estrella de cinc puntes que es forma en traçar les cinc diagonals d'un pentàgon regular. Aquesta figura va ser el símbol de l'escola pitagòrica. En l'art babiloni, ja havia aparegut anteriorment aquest pentàgon estrellat. Una de les qüestions més debatudes de la geometria pitagòrica es refereix a la construcció i propietats del pentàgon estrellat. En el seu estudi apareix la «secció àuria» (sectio aurea).

### Lògica del nombre
Per a Pitàgoras, l'arque (ἀρχή) de l'univers és el nombre. Aquest s'identifica amb el punt geomètric (espai) i amb l'àtom físic. Cada cos ve determinat per un conjunt de punts (unitats o àtoms), separats pel buit:
- 1 → el punt
- 2 → la línia
- 3 → el pla
- 4 → el volum

Del punt, se'n deriva la línia, de les línies la superfície, de la superfície els sòlids, dels sòlids els elements i d'aquests totes les altres coses. El trànsit de la superfície a la solidesa en representa la pluralitat, la suma d'1, 2, 3 i 4 dona 10 (tetraktys - τετρακτύς), la dècada, que representa l'harmonia, el contingut de la qual és la progressió lògica que porta a aquesta, i des de la qual es reinicia tot moviment.

### L'ambigüitat pitagòrica
Constituïda com a secta religiosa encarregada de vetllar pels misteris revelats a Pitàgoras, i dividida en membres parcialment iniciats, com el rapsode Leurípides de Calamata o Telodedor de Samos (els «acusmàtics») i totalment iniciats (els "matemàtics"), el cos de rigorosos coneixements científics d'aquesta escola es mescla amb idees místiques i supersticioses populars molt antigues, vinculades a la màgia numèrica. Aquest tractament litúrgic justifica la famosa aberració ètica dels nombres reals, com ara al π o l'arrel quadrada de dos.

### El teorema de Pitàgores
El teorema que té associat el nom de Pitàgoras procedeix dels babilonis, però s'ha suggerit com a justificació del seu nom que els pitagòrics van ser els primers a donar-ne una demostració, encara que això no es pot comprovar. El teorema de Pitàgoras estableix que, en un triangle rectangle, la suma dels quadrats dels catets (els costats que formen l'angle recte) és igual al quadrat de la hipotenusa (l'altre costat).
Expressat matemàticament:
a² + b² = h²

### El misticisme numèric
No va ser tampoc precisament una creació original dels pitagòrics, per exemple, el nombre set ha sigut destacat des de l'antiguitat per un temor reverent, probablement perquè són set les estrelles errants o planetes, dels quals es derivà la setmana i, per tant, els nostres noms per als dies de la setmana. Els pitagòrics no van ser els únics que imaginaren que els nombres senars tenien característiques mascles i els parells femelles. Els pitagòrics duien el culte als nombres a l'extrem, basant-hi tant la seua filosofia com el seu mètode de vida.
Per a ells:
- El nombre u és el generador dels nombres i el nombre de la raó.
- El nombre dos és el primer nombre parell o femella i el nombre de l'opinió.
- El tres és el primer nombre mascle pròpiament dit o el nombre de l'harmonia, i està compost de la unitat i de la diversitat.
- El quatre és el nombre de la justícia o de la retribució, i indica l'arranjament de comptes.
- El cinc és el nombre del matrimoni, unió dels dos primers nombres mascle i femella pròpiament dits.
- El set és el nombre de la creació.
- El deu o tetraktys (τετρακτύς) era el nombre més sagrat de tots, ja que representava el nombre de l'univers i incloïa la suma de totes les possibles dimensions geomètriques. S'ha de considerar com un tribut a l'abstracció en la matemàtica pitagòrica el fet que la veneració pel nombre deu no estigués dictada per l'anatomia de les mans o peus de l'ésser humà.

### Aritmètica i cosmologia
Els pitagòrics no sols establiren l'aritmètica com una branca de la filosofia, sinó que pareixien haver-la considerada com la base d'una possible unificació de tots els aspectes del món al seu voltant.
| «            | Els dits pitagòrics, que van ser els primers a emprendre l'estudi de la matemàtica, no tan sols van avançar aquest tema, sinó que, saturats del seu estudi, van suposar que els principis de la matemàtica eren els principis de totes les coses. | » |
| — Aristòtil, | |   |

Filolau (mort, aproximadament, al 390 aC) va ser un pitagòric que compartia la veneració per la tetractys o dècada. Aquesta concepció del nombre deu com el nombre perfecte sembla haver sigut la inspiradora del primer sistema astronòmic no geocèntric. Filolau suposava que al centre de l'univers hi havia un foc central al voltant del qual giraven uniformement la Terra i els set planetes (inclosos el Sol i la Lluna). Com només tenia així nou cossos celestes a banda de l'esfera de les estrelles fixes, el sistema de Filolau suposava l'existència d'un desè cos, una "contra-Terra" alineada sempre amb la Terra i amb el foc central, i amb el mateix període de revolució diària al voltant del foc central que la Terra. El Sol girava al voltant del foc central amb un període d'un any, les estrelles fixes romanien estacionàries i la Terra tenia durant el seu moviment el mateix hemisferi deshabitat cap al foc central, de manera que els humans mai podien veure el foc central ni la contra-Terra.
La hipòtesi del moviment circular uniforme que formularen per primera vegada els pitagòrics dominaria el pensament astronòmic durant més de 2.000 anys i, precisament Copèrnic, quasi 2.000 anys més tard, acceptà aquesta hipòtesi sense discussió, i es va referir als pitagòrics per a demostrar que la seua teoria del moviment no era tan nova ni revolucionària.